# Isländische Badmintonmeisterschaft 1962
Die Isländische Badmintonmeisterschaft 1962 fand in Reykjavík statt. Es war die 14. Auflage der nationalen Titelkämpfe von Island im Badminton.

## Titelträger
| Disziplin    | Sieger                                       |
| ------------ | -------------------------------------------- |
| Herreneinzel | Jón Árnason                                  |
| Dameneinzel  | Lovísa Sigurðardóttir                        |
| Herrendoppel | Einar Jónsson Wagner Walbom                  |
| Damendoppel  | Halldóra Thoroddsen Lovísa Sigurðardóttir    |
| Mixed        | Lárus Guðmundsson Jónína Nieljóhníusardóttir |